# 異所性膵
異所性膵（いしょせいすい、ectopic pancreas）は、膵臓から解剖学的に離れた部位に存在し、本来の膵臓と血管やその他の連絡のない膵組織である。迷入膵（abberrant pancreas）、あるいは副膵（accessory pancreas）とも呼ばれる。
胎生期に背側膵が遺残または迷入して発生すると考えられている。
大きさは通常0.2～2cm程度である。

## 疫学
発生率は1～2%との報告がある。多くは単発性である。
胃（特に幽門部）、十二指腸、上部空腸に発生することが多い。稀に回腸、腸間膜、胆道、肝臓、脾臓、メッケル憩室、虫垂などにも見られることがある。

## 分類
病理学的に以下の3型に分類される（Heinrich分類）
- Ⅰ型：腺房・導管・ランゲルハンス島を有するもの。
- Ⅱ型：腺房・導管を有し、ランゲルハンス島を欠くもの。
- Ⅲ型：導管のみを有するもの。

## 症状
異所性膵自体は多くは無症状であるが、急性膵炎や膵癌を生じることがある。
開腹手術の際に偶然見つかることもあるが、病変がなければ通常は切除しない。